# Felipe Vallese
Felipe Vallese (Buenos Aires, 14 de abril de 1940 - San Martín, desaparecido el 23 de agosto de 1962) fue un obrero metalúrgico y miembro de la Juventud Peronista (JP), secuestrado durante la presidencia de José María Guido y luego desaparecido forzadamente. Es uno de los primeros desaparecidos argentinos, junto con Joaquín Penina (1901-1930, albañil anarquista catalán desaparecido en Rosario) o Juan Ingallinella (1912-1955, médico comunista torturado y desaparecido en junio de 1955).

## Secuestro

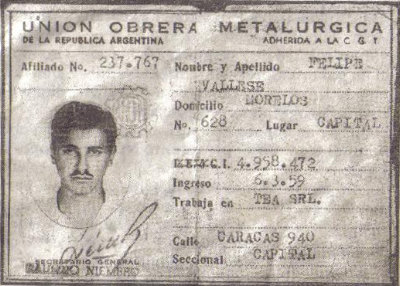
Tarjeta de afiliación a la Unión Obrera Metalúrgica de Vallese, emitida en 1959.

Vallese era delegado de la fábrica TEA, en Caracas 940, del barrio porteño de Flores. Trabajaba en el turno noche al cuidado y mantenimiento de las maquinarias. Al momento de su secuestro, tenía 22 años. 
Según diversos testimonios, fue conducido a la Comisaría 1.ª de San Martín, donde fue torturado durante días. Luego fue trasladado al destacamento de Villa Lynch, donde continuaron las torturas. Cuando los secuestradores se sintieron cercados por la Justicia, lo llevaron a la casa de uno de los policías y tal vez allí terminaron con su vida. Su cuerpo nunca apareció.
El hecho produjo una importante conmoción social y su aparición con vida pasó a formar parte de las reivindicaciones de diversas organizaciones. Se hizo popular el canto:

Un grito que estremece, Vallese no aparece.

Afirma Roberto Baschetti que «el comisario “Tano” Fiorillo había asesinado a Felipe Vallese».

## Homenaje
La calle antes llamada Canalejas (en la ciudad de Buenos Aires), en donde fue secuestrado, lleva su nombre, al igual que el salón de actos de la CGT y diversas agrupaciones obreras, estudiantiles y sociales.
Agrupaciones Universitarias de la República Argentina que reivindican el ejemplo de Felipe Vallese:
- Agrupación Felipe Vallese  La Matanza.
- Facultad de Ciencias Sociales-Universidad de Buenos Aires.
- Facultad de Filosofía y Letras-Universidad Nacional de Cuyo.
- Agrupación Felipe Vallese-Graduados Universidad Nacional de Quilmes.
- Corriente Popular Felipe Vallese La Plata, Berisso, Marcos Paz, Córdoba, Tucumán.

## Literatura
- El escritor argentino Paco Urondo relata el caso en su novela Los pasos previos.